# Route du Sud 2016
La 40e édition de la Route du Sud a eu lieu du 16 au 19 juin 2016. La course fait partie du calendrier UCI Europe Tour 2016 en catégorie 2.1.

## Équipes

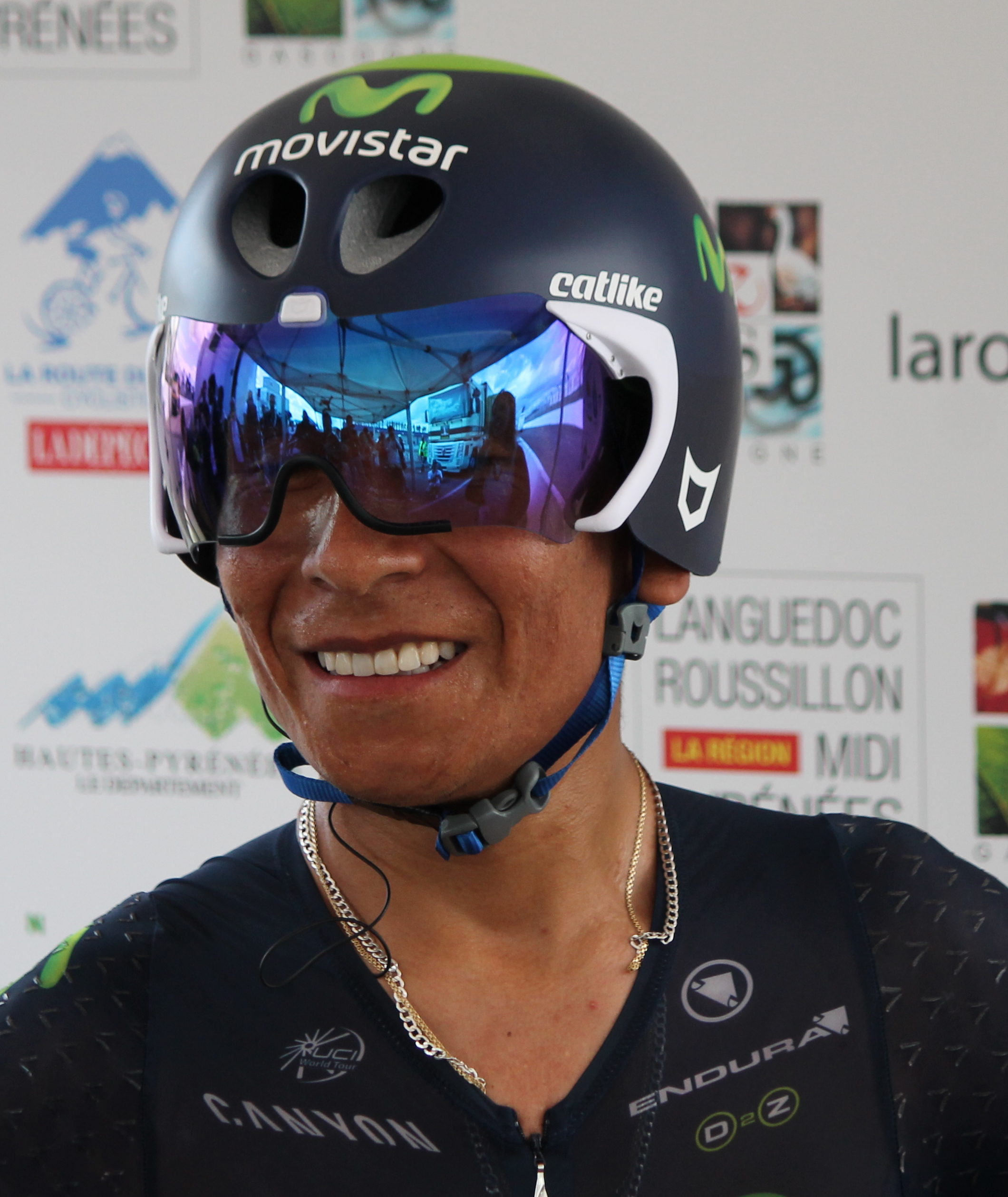
Nairo Quintana.

Classée en catégorie 2.1 de l'UCI Europe Tour, la Route du Sud est par conséquent ouverte aux WorldTeams dans la limite de 50 % des équipes participantes, aux équipes continentales professionnelles, aux équipes continentales et aux équipes nationales.
Quinze équipes participent à cette Route du Sud - trois WorldTeams, huit équipes continentales professionnelles et quatre équipes continentales :
| UCI WorldTeams   | UCI WorldTeams | UCI WorldTeams |
| Nom de l'équipe  | Pays           | Code           |
| ---------------- | -------------- | -------------- |
| AG2R La Mondiale | France         | ALM            |
| FDJ              | France         | FDJ            |
| Movistar         | Espagne        | MOV            |

| Équipes continentales professionnelles | Équipes continentales professionnelles | Équipes continentales professionnelles |
| Nom de l'équipe                        | Pays                                   | Code                                   |
| -------------------------------------- | -------------------------------------- | -------------------------------------- |
| Caja Rural-Seguros RGA                 | Espagne                                | CJR                                    |
| Cofidis                                | France                                 | COF                                    |
| Delko-Marseille Provence-KTM           | France                                 | DMP                                    |
| Direct Énergie                         | France                                 | DEN                                    |
| Fortuneo-Vital Concept                 | France                                 | FVC                                    |
| Gazprom-RusVelo                        | Russie                                 | GAZ                                    |
| Stölting Service Group                 | Allemagne                              | SSG                                    |
| Wilier Triestina-Southeast             | Belgique                               | WIL                                    |

| Équipes continentales         | Équipes continentales | Équipes continentales |
| Nom de l'équipe               | Pays                  | Code                  |
| ----------------------------- | --------------------- | --------------------- |
| Armée de Terre                | France                | ADT                   |
| Euskadi Basque Country-Murias | Espagne               | EUS                   |
| HP BTP-Auber 93               | France                | AUB                   |
| Rádio Popular-Boavista        | Portugal              | RPB                   |

## Étapes
| Étape     | Date    | Villes étapes                         |                             | Distance (km) | Vainqueur d’étape | Leader du classement général |
| --------- | ------- | ------------------------------------- | --------------------------- | ------------- | ----------------- | ---------------------------- |
| 1re étape | 16 juin | Saint-Pons-de-Thomières - Bessières   | Étape vallonnée             | 196           | Bryan Coquard     | Bryan Coquard                |
| 2e étape  | 17 juin | Saint-Pierre-de-Trivisy - Albi        | Étape vallonnée             | 92,4          | Bryan Coquard     | Bryan Coquard                |
| 3e étape  | 17 juin | Albi - Albi                           | Contre-la-montre individuel | 13,4          | Nairo Quintana    | Nairo Quintana               |
| 4e étape  | 18 juin | Saint-Gaudens - Val d'Azun Couraduque | Étape de montagne           | 184,9         | Marc Soler        | Nairo Quintana               |
| 5e étape  | 19 juin | Gers - Astarac Arros en Gascogne      | Étape vallonnée             | 154,8         | Arnaud Démare     | Nairo Quintana               |

## Déroulement de la course

### 1reétape
| Classement de l'étape | Classement de l'étape | Classement de l'étape | Classement de l'étape        | Classement de l'étape |
|                       | Coureur               | Pays                  | Équipe                       | Temps                 |
| --------------------- | --------------------- | --------------------- | ---------------------------- | --------------------- |
| 1er                   | Bryan Coquard         | France                | Direct Énergie               | en 4 h 50 min 1 s     |
| 2e                    | Arnaud Démare         | France                | FDJ                          | m.t                   |
| 3e                    | José Joaquín Rojas    | Espagne               | Movistar                     | m.t                   |
| 4e                    | Yannick Martinez      | France                | Delko-Marseille Provence-KTM | m.t                   |
| 5e                    | Daniel McLay          | Royaume-Uni           | Fortuneo-Vital Concept       | m.t                   |
| 6e                    | Maxime Daniel         | France                | AG2R La Mondiale             | m.t                   |
| 7e                    | Stéphane Poulhiès     | France                | Armée de Terre               | m.t                   |
| 8e                    | Mickaël Delage        | France                | FDJ                          | m.t                   |
| 9e                    | Romain Hardy          | France                | Cofidis                      | m.t                   |
| 10e                   | Manuel Belletti       | Italie                | Wilier Triestina-Southeast   | m.t                   |
| modifier              |                       |                       |                              |                       |

| Classement général | Classement général | Classement général | Classement général           | Classement général |
|                    | Coureur            | Pays               | Équipe                       | Temps              |
| ------------------ | ------------------ | ------------------ | ---------------------------- | ------------------ |
| 1er                | Bryan Coquard      | France             | Direct Énergie               | en 4 h 49 min 51 s |
| 2e                 | Arnaud Démare      | France             | FDJ                          | + 4 s              |
| 3e                 | Nairo Quintana     | Colombie           | Movistar                     | + 5 s              |
| 4e                 | José Joaquín Rojas | Espagne            | Movistar                     | + 6 s              |
| 5e                 | Mickaël Delage     | France             | FDJ                          | + 8 s              |
| 6e                 | Yannick Martinez   | France             | Delko-Marseille Provence-KTM | + 10 s             |
| 7e                 | Daniel McLay       | Royaume-Uni        | Fortuneo-Vital Concept       | + 10 s             |
| 8e                 | Maxime Daniel      | France             | AG2R La Mondiale             | + 10 s             |
| 9e                 | Stéphane Poulhiès  | France             | Armée de Terre               | + 10 s             |
| 10e                | Romain Hardy       | France             | Cofidis                      | + 10 s             |
| modifier           |                    |                    |                              |                    |

### 2eétape
| Classement de l'étape | Classement de l'étape | Classement de l'étape | Classement de l'étape        | Classement de l'étape |
|                       | Coureur               | Pays                  | Équipe                       | Temps                 |
| --------------------- | --------------------- | --------------------- | ---------------------------- | --------------------- |
| 1er                   | Bryan Coquard         | France                | Direct Énergie               | en 2 h 11 min 3 s     |
| 2e                    | Stéphane Poulhiès     | France                | Armée de Terre               | m.t                   |
| 3e                    | Manuel Belletti       | Italie                | Wilier Triestina-Southeast   | m.t                   |
| 4e                    | José Joaquín Rojas    | Espagne               | Movistar                     | m.t                   |
| 5e                    | Daniel McLay          | Royaume-Uni           | Fortuneo-Vital Concept       | m.t                   |
| 6e                    | Yannick Martinez      | France                | Delko-Marseille Provence-KTM | m.t                   |
| 7e                    | Marc Sarreau          | France                | FDJ                          | m.t                   |
| 8e                    | Jonathan Lastra       | Espagne               | Caja Rural-Seguros RGA       | m.t                   |
| 9e                    | Arnaud Démare         | France                | FDJ                          | m.t                   |
| 10e                   | Igor Boev             | Russie                | Gazprom-RusVelo              | m.t                   |
| modifier              |                       |                       |                              |                       |

| Classement général | Classement général | Classement général | Classement général         | Classement général |
|                    | Coureur            | Pays               | Équipe                     | Temps              |
| ------------------ | ------------------ | ------------------ | -------------------------- | ------------------ |
| 1er                | Bryan Coquard      | France             | Direct Énergie             | en 7 h 0 min 48 s  |
| 2e                 | Arnaud Démare      | France             | FDJ                        | + 10 s             |
| 3e                 | Nairo Quintana     | Colombie           | Movistar                   | + 11 s             |
| 4e                 | José Joaquín Rojas | Espagne            | Movistar                   | + 12 s             |
| 5e                 | Stéphane Poulhiès  | France             | Armée de Terre             | + 12 s             |
| 6e                 | Julien Bérard      | France             | AG2R La Mondiale           | + 13 s             |
| 7e                 | Manuel Belletti    | Italie             | Wilier Triestina-Southeast | + 14 s             |
| 8e                 | Mickaël Delage     | France             | FDJ                        | + 14 s             |
| 9e                 | Nicolas Edet       | France             | Cofidis                    | + 15 s             |
| 10e                | Daniel McLay       | Royaume-Uni        | Fortuneo-Vital Concept     | + 16 s             |
| modifier           |                    |                    |                            |                    |

### 3eétape
| Classement de l'étape | Classement de l'étape | Classement de l'étape | Classement de l'étape  | Classement de l'étape |
|                       | Coureur               | Pays                  | Équipe                 | Temps                 |
| --------------------- | --------------------- | --------------------- | ---------------------- | --------------------- |
| 1er                   | Nairo Quintana        | Colombie              | Movistar               | en 15 min 45 s        |
| 2e                    | Sylvain Chavanel      | France                | Direct Énergie         | + 6 s                 |
| 3e                    | Imanol Erviti         | Espagne               | Movistar               | + 17 s                |
| 4e                    | Arnaud Démare         | France                | FDJ                    | + 22 s                |
| 5e                    | Bryan Coquard         | France                | Direct Énergie         | + 22 s                |
| 6e                    | Lluís Mas             | Espagne               | Caja Rural-Seguros RGA | + 25 s                |
| 7e                    | Eduardo Sepúlveda     | Argentine             | Fortuneo-Vital Concept | + 29 s                |
| 8e                    | Anthony Delaplace     | France                | Fortuneo-Vital Concept | + 30 s                |
| 9e                    | Stéphane Rossetto     | France                | Cofidis                | + 36 s                |
| 10e                   | Marc Soler            | Espagne               | Movistar               | + 39 s                |
| modifier              |                       |                       |                        |                       |

| Classement général | Classement général | Classement général | Classement général     | Classement général |
|                    | Coureur            | Pays               | Équipe                 | Temps              |
| ------------------ | ------------------ | ------------------ | ---------------------- | ------------------ |
| 1er                | Nairo Quintana     | Colombie           | Movistar               | en 7 h 16 min 44 s |
| 2e                 | Sylvain Chavanel   | France             | Direct Énergie         | + 11 s             |
| 3e                 | Bryan Coquard      | France             | Direct Énergie         | + 11 s             |
| 4e                 | Arnaud Démare      | France             | FDJ                    | + 21 s             |
| 5e                 | Imanol Erviti      | Espagne            | Movistar               | + 22 s             |
| 6e                 | Lluís Mas          | Espagne            | Caja Rural-Seguros RGA | + 30 s             |
| 7e                 | Eduardo Sepúlveda  | Argentine          | Fortuneo-Vital Concept | + 34 s             |
| 8e                 | Anthony Delaplace  | France             | Fortuneo-Vital Concept | + 35 s             |
| 9e                 | Stéphane Rossetto  | France             | Cofidis                | + 41 s             |
| 10e                | Marc Soler         | Espagne            | Movistar               | + 44 s             |
| modifier           |                    |                    |                        |                    |

### 4eétape
| Classement de l'étape | Classement de l'étape | Classement de l'étape | Classement de l'étape         | Classement de l'étape |
|                       | Coureur               | Pays                  | Équipe                        | Temps                 |
| --------------------- | --------------------- | --------------------- | ----------------------------- | --------------------- |
| 1er                   | Marc Soler            | Espagne               | Movistar                      | en 5 h 36 min 13 s    |
| 2e                    | Nairo Quintana        | Colombie              | Movistar                      | + 4 s                 |
| 3e                    | Hugh Carthy           | Royaume-Uni           | Caja Rural-Seguros RGA        | + 4 s                 |
| 4e                    | Nicolas Edet          | France                | Cofidis                       | + 17 s                |
| 5e                    | Thomas Voeckler       | France                | Direct Énergie                | + 21 s                |
| 6e                    | Sergio Pardilla       | Espagne               | Caja Rural-Seguros RGA        | + 33 s                |
| 7e                    | Ricardo Vilela        | Portugal              | Caja Rural-Seguros RGA        | + 55 s                |
| 8e                    | Mikel Bizkarra        | Espagne               | Euskadi Basque Country-Murias | + 57 s                |
| 9e                    | Luis Ángel Maté       | Espagne               | Cofidis                       | + 57 s                |
| 10e                   | David Arroyo          | Espagne               | Caja Rural-Seguros RGA        | + 1 min 25 s          |
| modifier              |                       |                       |                               |                       |

| Classement général | Classement général | Classement général | Classement général            | Classement général  |
|                    | Coureur            | Pays               | Équipe                        | Temps               |
| ------------------ | ------------------ | ------------------ | ----------------------------- | ------------------- |
| 1er                | Nairo Quintana     | Colombie           | Movistar                      | en 12 h 52 min 55 s |
| 2e                 | Marc Soler         | Espagne            | Movistar                      | + 36 s              |
| 3e                 | Hugh Carthy        | Royaume-Uni        | Caja Rural-Seguros RGA        | + 58 s              |
| 4e                 | Nicolas Edet       | France             | Cofidis                       | + 1 min 6 s         |
| 5e                 | Thomas Voeckler    | France             | Direct Énergie                | + 1 min 15 s        |
| 6e                 | Sergio Pardilla    | Espagne            | Caja Rural-Seguros RGA        | + 1 min 55 s        |
| 7e                 | Ricardo Vilela     | Portugal           | Caja Rural-Seguros RGA        | + 2 min 1 s         |
| 8e                 | Mikel Bizkarra     | Espagne            | Euskadi Basque Country-Murias | + 2 min 12 s        |
| 9e                 | Stéphane Rossetto  | France             | Cofidis                       | + 2 min 20 s        |
| 10e                | Luis Ángel Maté    | Espagne            | Cofidis                       | + 2 min 36 s        |
| modifier           |                    |                    |                               |                     |

## Évolution des classements
| Étape              | Vainqueur          | Classement général | Classement par points | Classement de la montagne | Classement du meilleur jeune | Classement par équipes |
| ------------------ | ------------------ | ------------------ | --------------------- | ------------------------- | ---------------------------- | ---------------------- |
| 1                  | Bryan Coquard      | Bryan Coquard      | Bryan Coquard         | Quentin Jauregui          | Bryan Coquard                | FDJ                    |
| 2                  | Bryan Coquard      | Bryan Coquard      | Bryan Coquard         | Quentin Jauregui          | Bryan Coquard                | FDJ                    |
| 3                  | Nairo Quintana     | Nairo Quintana     | Bryan Coquard         | Quentin Jauregui          | Bryan Coquard                | Movistar               |
| 4                  | Marc Soler         | Nairo Quintana     | Nairo Quintana        | Quentin Jauregui          | Marc Soler                   | Movistar               |
| 5                  | Arnaud Démare      | Nairo Quintana     | Arnaud Démare         | Quentin Jauregui          | Marc Soler                   | Movistar               |
| Classements finals | Classements finals | Nairo Quintana     | Arnaud Démare         | Quentin Jauregui          | Marc Soler                   | Movistar               |

## Liste des participants
- Liste de départ complète

| Légende                             | Légende                                                                                                  | Légende                                | Légende                                                                                                  |
| ----------------------------------- | --- | -------------------------------------- | --- |
| Num                                 | Dossard de départ porté par le coureur sur cette Route du Sud                                            | Pos                                    | Position finale au classement général                                                                    |
| Leader du classement général        | Indique le vainqueur du classement général                                                               | Leader du classement par points        | Indique le vainqueur du classement par points                                                            |
| Leader du classement de la montagne | Indique le vainqueur du classement de la montagne                                                        | Leader du classement du meilleur jeune | Indique le vainqueur du classement du meilleur jeune                                                     |
|                                     | Indique un maillot de champion national ou mondial, suivi de sa spécialité                               | #                                      | Indique la meilleure équipe                                                                              |
| NP                                  | Indique un coureur qui n'a pas pris le départ d'une étape, suivi du numéro de l'étape où il s'est retiré | AB                                     | Indique un coureur qui n'a pas terminé une étape, suivi du numéro de l'étape où il s'est retiré          |
| HD                                  | Indique un coureur qui a terminé une étape hors des délais, suivi du numéro de l'étape                   | *                                      | Indique un coureur en lice pour le classement du meilleur jeune (coureurs nés après le 1er janvier 1991) |

| Movistar MOV | Movistar MOV             | Movistar MOV |
| ------------ | ------------------------ | ------------ |
| Num          | Coureur                  | Pos          |
| 1            | Nairo Quintana (COL)     |              |
| 2            | José Herrada (ESP)       |              |
| 3            | Imanol Erviti (ESP)      |              |
| 4            | Javier Moreno (ESP)      | AB-4         |
| 5            | Dayer Quintana (COL)*    |              |
| 6            | José Joaquín Rojas (ESP) |              |
| 7            | Rory Sutherland (AUS)    |              |
| 8            | Marc Soler (ESP)*        |              |

| AG2R La Mondiale ALM | AG2R La Mondiale ALM      | AG2R La Mondiale ALM |
| -------------------- | ------------------------- | -------------------- |
| Num                  | Coureur                   | Pos                  |
| 11                   | Julien Bérard (FRA)       |                      |
| 12                   | François Bidard (FRA)*    |                      |
| 13                   | Guillaume Bonnafond (FRA) |                      |
| 14                   | Maxime Daniel (FRA)*      | AB-4                 |
| 15                   | Axel Domont (FRA)         |                      |
| 16                   | Quentin Jauregui (FRA)*   |                      |
| 17                   | Blel Kadri (FRA)          |                      |
| 18                   | Nico Denz (GER)*          |                      |

| Cofidis COF | Cofidis COF             | Cofidis COF |
| ----------- | ----------------------- | ----------- |
| Num         | Coureur                 | Pos         |
| 21          | Stéphane Rossetto (FRA) |             |
| 22          | Yoann Bagot (FRA)       | AB-4        |
| 23          | Loïc Chetout (FRA)*     |             |
| 24          | Jérôme Cousin (FRA)     |             |
| 25          | Nicolas Edet (FRA)      |             |
| 26          | Romain Hardy (FRA)      |             |
| 27          | Luis Ángel Maté (ESP)   |             |
| 28          | Arnold Jeannesson (FRA) |             |

| Caja Rural-Seguros RGA CJR | Caja Rural-Seguros RGA CJR | Caja Rural-Seguros RGA CJR |
| -------------------------- | -------------------------- | -------------------------- |
| Num                        | Coureur                    | Pos                        |
| 31                         | David Arroyo (ESP)         |                            |
| 32                         | Sergio Pardilla (ESP)      |                            |
| 33                         | Hugh Carthy (GBR)*         |                            |
| 34                         | Antonio Molina (ESP)*      | AB-4                       |
| 35                         | Jonathan Lastra (ESP)*     |                            |
| 36                         | Ricardo Vilela (POR)       |                            |
| 37                         | Lluís Mas (ESP)            |                            |
| 38                         | Carlos Barbero (ESP)*      |                            |

| Direct Énergie DEN | Direct Énergie DEN      | Direct Énergie DEN |
| ------------------ | ----------------------- | ------------------ |
| Num                | Coureur                 | Pos                |
| 41                 | Bryan Coquard (FRA)*    | AB-4               |
| 42                 | Thomas Boudat (FRA)*    | AB-4               |
| 43                 | Lilian Calmejane (FRA)* |                    |
| 44                 | Sylvain Chavanel (FRA)  |                    |
| 45                 | Yohann Gène (FRA)       |                    |
| 46                 | Adrien Petit (FRA)      | AB-4               |
| 47                 | Angélo Tulik (FRA)      |                    |
| 48                 | Thomas Voeckler (FRA)   |                    |

| Delko-Marseille Provence-KTM DMP | Delko-Marseille Provence-KTM DMP | Delko-Marseille Provence-KTM DMP |
| -------------------------------- | -------------------------------- | -------------------------------- |
| Num                              | Coureur                          | Pos                              |
| 51                               | Rémy Di Grégorio (FRA)           |                                  |
| 52                               | Romain Combaud (FRA)*            |                                  |
| 53                               | Delio Fernández (ESP)            |                                  |
| 54                               | Quentin Pacher (FRA)*            |                                  |
| 55                               | Christophe Laborie (FRA)         |                                  |
| 56                               | Yannick Martinez (FRA)           |                                  |
| 57                               | Julien El Fares (FRA)            |                                  |
| 58                               | Thierry Hupond (FRA)             |                                  |

| FDJ | FDJ                     | FDJ  |
| --- | ----------------------- | ---- |
| Num | Coureur                 | Pos  |
| 61  | Arnaud Démare (FRA)*    |      |
| 62  | Mickaël Delage (FRA)    |      |
| 63  | Lorrenzo Manzin (FRA)*  |      |
| 64  | Daniel Hoelgaard (NOR)* | AB-2 |
| 65  | Olivier Le Gac (FRA)*   |      |
| 66  | Yoann Offredo (FRA)     |      |
| 67  | Marc Sarreau (FRA)      | AB-4 |
| 68  | Benoît Vaugrenard (FRA) |      |

| Fortuneo-Vital Concept FVC | Fortuneo-Vital Concept FVC | Fortuneo-Vital Concept FVC |
| -------------------------- | -------------------------- | -------------------------- |
| Num                        | Coureur                    | Pos                        |
| 71                         | Eduardo Sepúlveda (ARG)    |                            |
| 72                         | Anthony Delaplace (FRA)    |                            |
| 73                         | Daniel McLay (GBR)         | AB-4                       |
| 74                         | Vegard Breen (NOR)         |                            |
| 75                         | Francis Mourey (FRA)       |                            |
| 76                         | Pierrick Fédrigo (FRA)     |                            |
| 77                         | Julien Loubet (FRA)        |                            |
| 78                         | Arnaud Gérard (FRA)        |                            |

| Wilier Triestina-Southeast WIL | Wilier Triestina-Southeast WIL | Wilier Triestina-Southeast WIL |
| ------------------------------ | ------------------------------ | ------------------------------ |
| Num                            | Coureur                        | Pos                            |
| 81                             | Manuel Belletti (ITA)          |                                |
| 82                             | Matteo Busato (ITA)            |                                |
| 83                             | Samuele Conti (ITA)*           | AB-4                           |
| 84                             | Matteo Draperi (ITA)*          |                                |
| 85                             | Giuseppe Fonzi (ITA)*          | AB-4                           |
| 86                             | Daniel Martínez (COL)*         |                                |
| 87                             | Cristian Rodríguez (ESP)*      |                                |
| 88                             | Enrique Sanz (ESP)             | AB-4                           |

| Stölting Service Group SSG | Stölting Service Group SSG       | Stölting Service Group SSG |
| -------------------------- | -------------------------------- | -------------------------- |
| Num                        | Coureur                          | Pos                        |
| 91                         | Alexander Kamp (DEN)*            |                            |
| 92                         | Lasse Norman Hansen (DEN)*       | AB-1                       |
| 93                         | Thomas Koep (GER)                |                            |
| 94                         | Romain Lemarchand (FRA)          | AB-4                       |
| 95                         | Christian Mager (GER)*           |                            |
| 96                         | Mads Pedersen (DEN)*             |                            |
| 97                         | Michael Reihs (DEN)              |                            |
| 98                         | Michael Carbel Svendgaard (DEN)* | AB-1                       |

| Gazprom-RusVelo GAZ | Gazprom-RusVelo GAZ    | Gazprom-RusVelo GAZ |
| ------------------- | ---------------------- | ------------------- |
| Num                 | Coureur                | Pos                 |
| 101                 | Sergey Firsanov (RUS)  |                     |
| 102                 | Viktor Manakov (RUS)*  |                     |
| 103                 | Alexander Serov (RUS)  | AB-4                |
| 104                 | Alexey Rybalkin (RUS)* |                     |
| 105                 | Artem Nych (RUS)*      |                     |
| 106                 | Igor Boev (RUS)        |                     |
| 107                 | Ildar Arslanov (RUS)*  | AB-1                |
| 108                 | Mamyr Stash (RUS)*     |                     |

| HP BTP-Auber 93 AUB | HP BTP-Auber 93 AUB        | HP BTP-Auber 93 AUB |
| ------------------- | -------------------------- | ------------------- |
| Num                 | Coureur                    | Pos                 |
| 111                 | Flavien Dassonville (FRA)* |                     |
| 112                 | Pierre Gouault (FRA)*      |                     |
| 113                 | Julien Guay (FRA)          | AB-4                |
| 114                 |                            |                     |
| 115                 | Guillaume Levarlet (FRA)   |                     |
| 116                 | Anthony Maldonado (FRA)*   | AB-4                |
| 117                 | David Menut (FRA)*         | AB-4                |
| 118                 | Théo Vimpère (FRA)         |                     |

| Armée de Terre ADT | Armée de Terre ADT      | Armée de Terre ADT |
| ------------------ | ----------------------- | ------------------ |
| Num                | Coureur                 | Pos                |
| 121                | Yoann Barbas (FRA)      |                    |
| 122                | Julien Duval (FRA)      |                    |
| 123                | Yann Guyot (FRA)        |                    |
| 124                | Romain Le Roux (FRA)*   |                    |
| 125                | Jérôme Mainard (FRA)    |                    |
| 126                | Clément Penven (FRA)    | NP-4               |
| 127                | Stéphane Poulhiès (FRA) |                    |
| 128                | Bruno Armirail (FRA)*   |                    |

| Rádio Popular-Boavista RPB | Rádio Popular-Boavista RPB  | Rádio Popular-Boavista RPB |
| -------------------------- | --------------------------- | -------------------------- |
| Num                        | Coureur                     | Pos                        |
| 131                        | Frederico Figueiredo (POR)* |                            |
| 132                        | Carlos Antón Jiménez (ESP)* | AB-2                       |
| 133                        | Víctor Etxeberria (ESP)*    |                            |
| 134                        | Guillaume De Almeida (FRA)  |                            |
| 135                        | Pablo Guerrero (ESP)*       |                            |
| 136                        | David Rodrigues (POR)*      |                            |
| 137                        | Ricardo Vale (POR)*         |                            |
| 138                        |                             |                            |

| Euskadi Basque Country-Murias EUS | Euskadi Basque Country-Murias EUS | Euskadi Basque Country-Murias EUS |
| --------------------------------- | --------------------------------- | --------------------------------- |
| Num                               | Coureur                           | Pos                               |
| 141                               | Garikoitz Bravo (ESP)             |                                   |
| 142                               | Beñat Txoperena (ESP)*            |                                   |
| 143                               | Aitor González Prieto (ESP)       |                                   |
| 144                               | Aritz Bagües (ESP)                |                                   |
| 145                               | Mikel Bizkarra (ESP)              |                                   |
| 146                               | Imanol Estévez (ESP)*             |                                   |
| 147                               | Alex Aranburu (ESP)*              |                                   |
| 148                               | Mikel Iturria (ESP)*              |                                   |